# Agathe de Rambaud

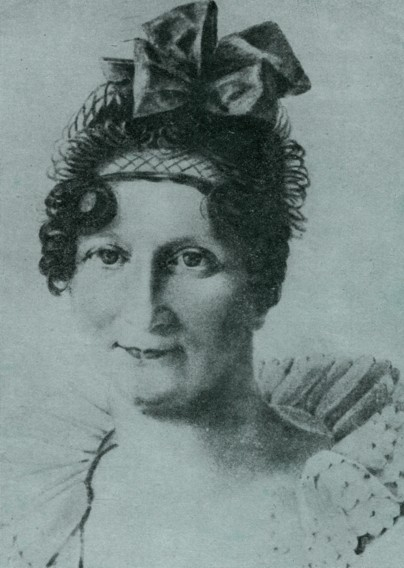
Agathe de Rambaud.

Agathe de Rambaud (* 10. Dezember 1764 in Versailles als Agathe Rosalie Mottet; † 19. Oktober 1853 in Aramon, Departement Gard) war von 1785 bis 1792 die Gouvernante des Dauphin Louis Joseph Xavier François de Bourbon.

## Vor der Französischen Revolution

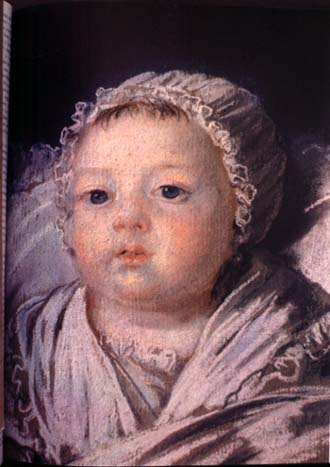
Louis Charles, Herzog der Normandie, Dauphin

Agathe Mottet war die Tochter von Louis Melchior Mottet, einem Generalkommissar der Kolonien, und Jeanne Agathe Le Proux de La Rivière, der Tochter eines Hauptkommissars der Marine. Ihr Großvater war Baron Claude Nicolas Louis Mottet de La Motte, Herr von La Motte, Baron von Saint Corneille, Leutnant der königlichen Jagd; ebenso war Agathe auch die Nichte des Barons Benoît Mottet de La Fontaine, Königlicher Kommissar von Französisch-Indien, Gouverneur von Pondicherry. Sie wurde in der Kathedrale Saint Louis von Versailles getauft.
Am 7. März 1785, in Versailles, in der Kirche Saint Louis, heiratete sie André Rambaud, dessen Vater Kapitän und Ritter des königlichen Ordre royal et militaire de Saint-Louis war. Durch diese Heirat wurde Agathe de Rambaud Schwägerin des Admirals und späteren Ministers des Direktoriums Georges-René Pléville Le Pelley.

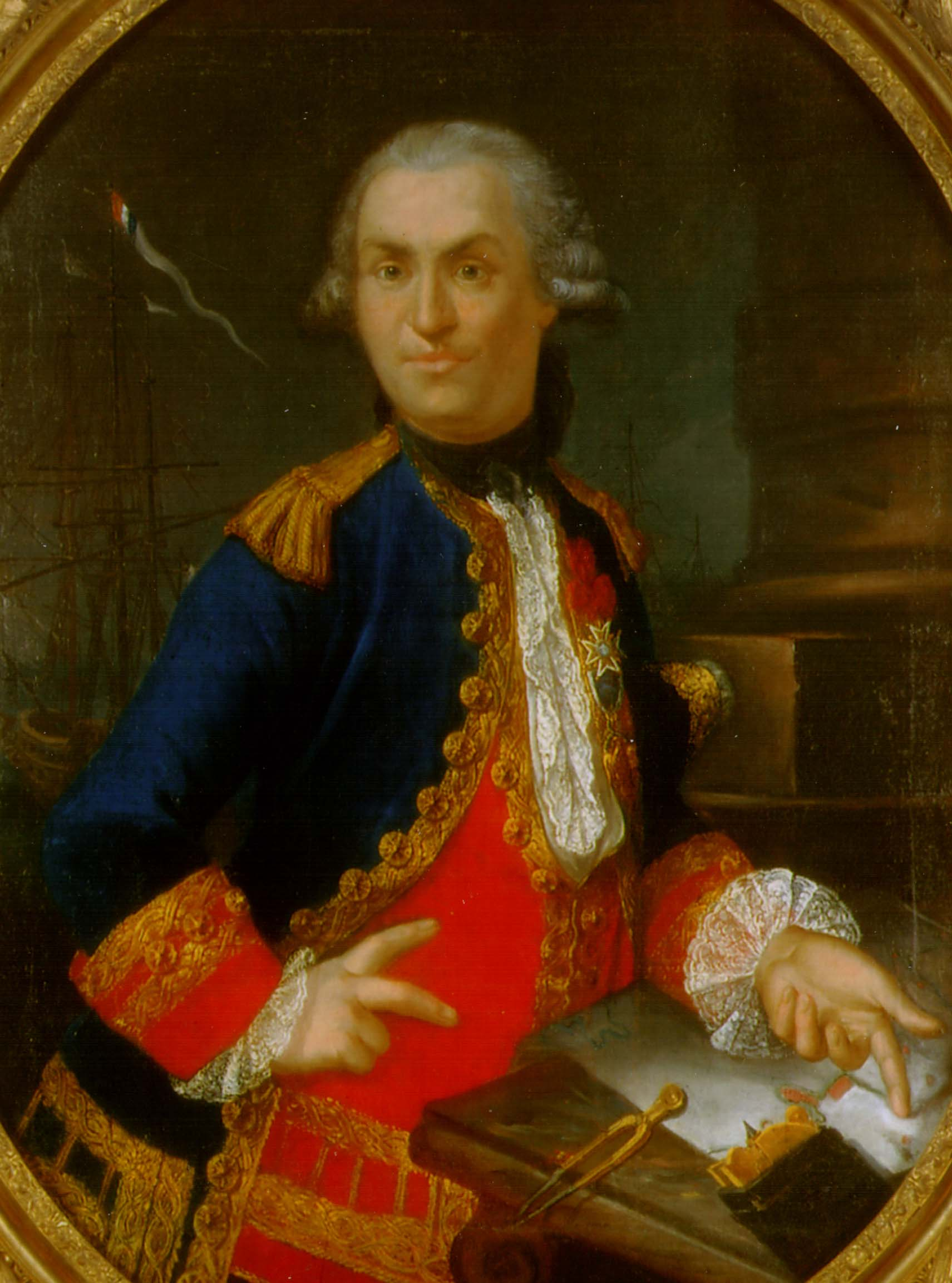
Georges René Pléville Le Pelley.

Auguste de Rambaud, ihr erstes Kind, kam am 11. Januar 1786 zur Welt und wurde am nächsten Tag in Versailles in der Pfarrkirche Saint Louis getauft. Pate war sein Onkel Pléville Le Pelley. Als am 29. Juli 1787 ihre Tochter Madeleine Célinie de Rambaud in Versailles zur Welt kam, war ihr Mann schon nicht mehr in Frankreich; er war in der Zwischenzeit zum Gouverneur des Königreichs Galam in der Senegalkompanie ernannt worden. André de Rambaud starb dort 1789 in der Festung Saint-Joseph de Galam.
Agathe de Rambaud wurde von Marie-Antoinette als Kinderfrau des 1785 geborenen Charles Louis, Herzogs der Normandie ausgewählt, der nach dem Tod seines älteren Bruders Louis Joseph Thronfolger wurde.
Alain Decaux schreibt über sie: Frau de Rambaud war Gouvernante des Kronprinzen vom Tag seiner Geburt bis zum 10. August 1792, also sieben Jahre lang. Während dieser sieben Jahren hat sie ihn nicht einmal verlassen, sie hat ihn gewiegt, sie hat ihn gepflegt, sie hat ihn angekleidet, sie hat ihn getröstet, sie hat ihn ausgeschimpft. Zehn Mal, einhundert Mal mehr als Marie Antoinette ist sie für ihn eine echte Mutter gewesen .

## Von der Französischen Revolution bis zum Ersten Kaiserreich

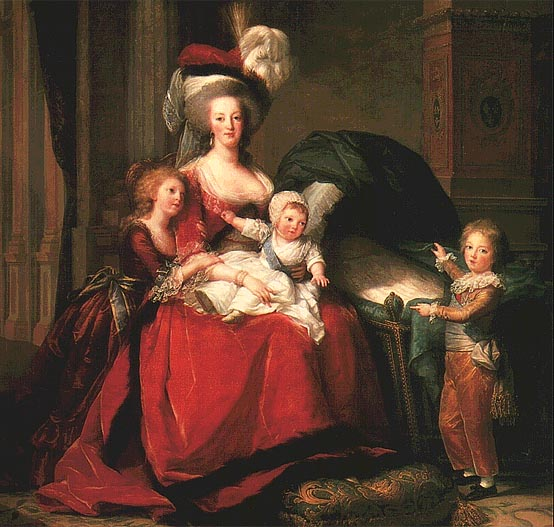
Porträt von Marie-Antoinette und ihren Kindern, gemalt von ihrer Lieblingskünstlerin Marie Louise Élisabeth Vigée-Lebrun, 1787, Öl auf Leinwand, (104 × 82) cm, Schloss von Versailles – Dargestellt ist die Königin in mütterlicher Pose, an ihrer rechten Schulter die Prinzessin Marie-Therese-Charlotte, Gräfin vom Marnes und spätere Herzogin von Angoulême, in ihren Armen der spätere Dauphin Louis-Charles, Herzog der Normandie und am Kinderbett stehend Dauphin Louis-Joseph-Xavier-Francois, Herzog der Bretagne. Die leere Wiege symbolisiert Prinzessin Marie-Sophie-Helene-Beatrice, die ein Jahr zuvor verstarb.

Am 10. August 1792 floh Agathe de Rambaud zusammen mit Jean-Baptiste Cléry vor dem Tuileriensturm. Sie wurden zwar angehalten, aber nicht verhaftet. Vom ersten Tag der Haft der königlichen Familie im Temple an verlangte Frau de Rambaud vergeblich, dem Dauphin und seinen Familienmitgliedern im Gefängnis dienen zu dürfen.
Während der Zeit der Schreckensherrschaft ging sie nicht ins Exil, musste sich aber wegen ihrer früheren Funktion verstecken, ebenso wie es einige Mitglieder ihrer Familie taten. Nach dem Sturz Robespierres und der Thermidorianer diente die Mehrzahl ihrer Angehörigen dem Direktorium, dem Konsulat und dem Ersten Kaiserreich.

## Die Restauration
Auguste de Rambaud zog sich aus napoleonischen Diensten zurück und schloss sich, ebenso wie seine Familie, am 29. März 1814 dem neuen König Ludwig XVIII. in Compiègne an. Allerdings waren die Erwartungen zu hoch. Vom König erhielt Agathe – wegen ihrer früheren Stellung bei Hofe – eine kleine Pension von 1000 Francs. Auch Auguste, Kriegskommissar in Gent, musste sich mit einem halben Gehalt begnügen. 
Agathe de Rambaud begegnete in Montfort-l’Amaury Marie Thérèse Charlotte der ältesten Schwester des verstorbenen Dauphins. Sie war in Begleitung ihrer ehemaligen Gouvernante Madame de Tourzel. Auch nach dem Tode von Ludwig XVIII. wurde Agathe de Rambaud noch öfter vom königlichen Hof empfangen. Ihre Enkelin erinnerte sich, sie in Unterhaltung mit Marie Thérèse gesehen zu haben, das war beim Besuch des Königs von Neapel 1827 im Schloss, als Karl X. jeder von uns die Hand auf den Kopf legte, uns nach unserem Alter fragte und einige Momente mit unserer Großmutter sprach, und sich über ihr Interesse freute.
Frau de Rambaud verkehrte in der guten Pariser Gesellschaft, ebenso wie die Freunde des Herzogs de La Rochefoucauld, welcher später über sie schrieb: Madame de Rambaud war eine sehr achtbare Dame.

## Die Julimonarchie
Die kurze Julirevolution von 1830 hatte keine negative Auswirkungen auf das Leben von Agathe de Rambaud. Im Gegenteil schien sie eine der sehr wenigen Pensionäre der alten Zivilliste zu sein, die man als würdig betrachtete, als ehemalige Gouvernante des Sohns von Ludwig XVI. eine Pension von 1000 Francs zu erhalten. Ihre Schwiegertochter erhielt vom neuen König eine Pension von 600 Francs als Kind ehemaliger Diener im Hause der Königskinder.
Ihr Sohn – zuerst Kriegskommissar, später noch immer mit halbem Gehalt in Vendôme tätig – stellte fest, dass ihm keine Zukunft in der Armee beschieden war, er reiste nach Indien, und später nach Mexiko, wo er 1834 starb. Da sich seine Frau, Thérèse Gaudelet d’Armenonville, mit Graf Amédée d'Allonville wiederverheiratete, musste Agathe de Rambaud ihre Enkelkinder, Ernest de Rambaud, zukünftiger Student an der École polytechnique, und Ernestine allein erziehen.

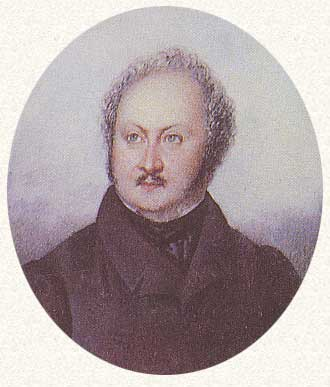
Karl Wilhelm Naundorff, der sich als Ludwig XVII. ausgab.

Zu dieser Zeit tauchte ein Mann auf, der behauptete Louis XVII. zu sein. Mehr als ein Jahr lebte er bei Agathe de Rambaud. Sie befragte ihn ausführlich und er erwähnte alte Erinnerungen. Sie fand auf seinem Körper Muttermale, die denen des Dauphin ähnelten. Agathe de Rambaud sollte fast bis zu ihrem Tod den vermeintlichen Dauphin, Karl Wilhelm Naundorff, verteidigen. Ihre Wohnung wurde von Polizeibeamten durchsucht, die außer Hunderten von Dokumenten, die dem Prinzen gehörten, das Familienarchiv und sogar ehemalige Geschenke der königlichen Familie beschlagnahmten.

## Das Ende ihres Lebens

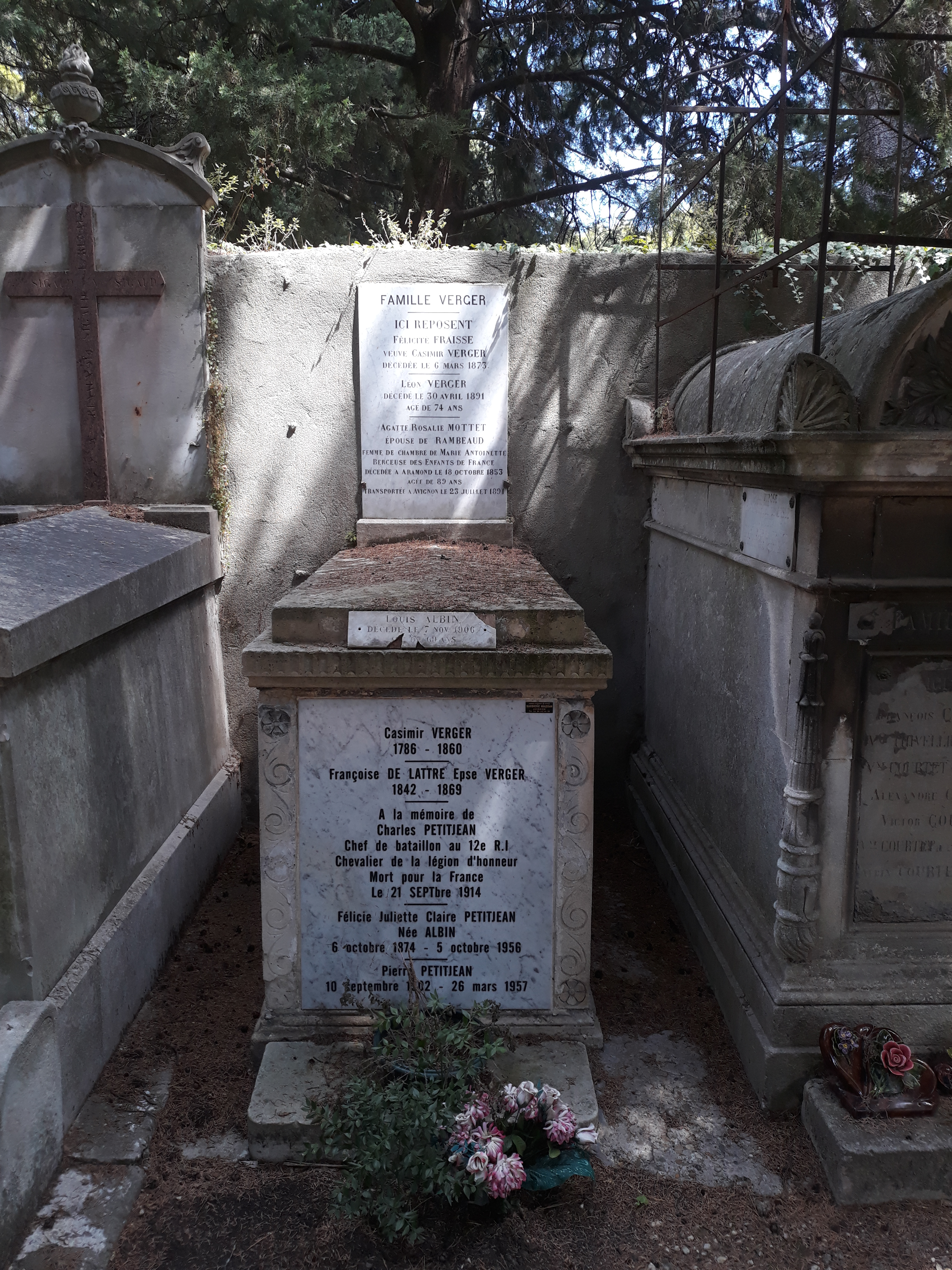
Familiengruft auf dem Friedhof Saint-Véran in Avignon.

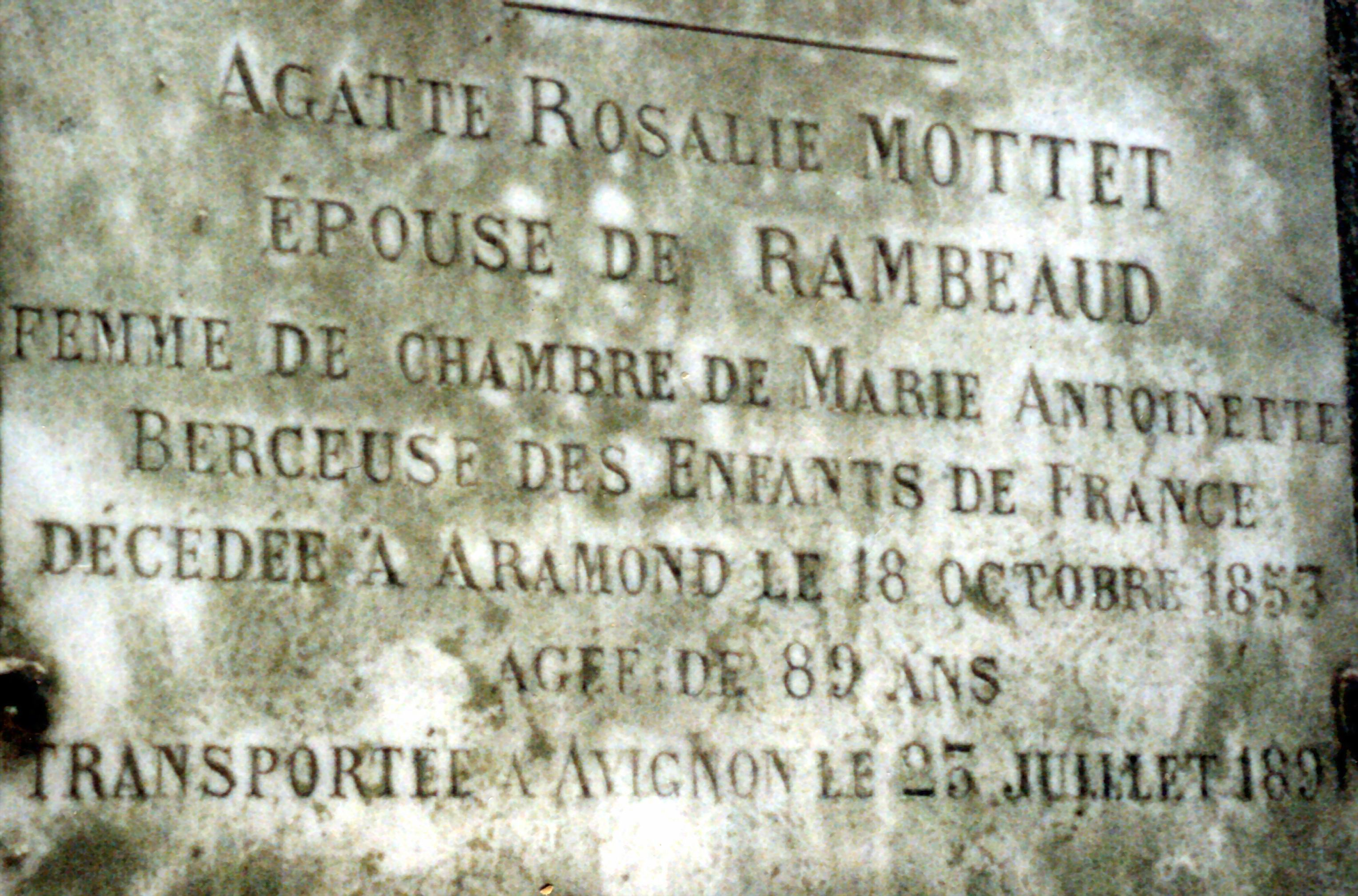
Detail der Grabinschrift.

Agathe de Rambaud starb 1853 in Aramon und wurde in der Familiengruft auf dem Cimetière Saint-Véran in Avignon beigesetzt. Sie lebte seit Jahren beim Ehemann ihrer Enkelin in der Rue Banasterie, in Avignon am Fuße des Papstpalastes. Eine Straße in Avignon trägt ihren Geburtsnamen: Agathe Rosalie Mottet. 
Viele Jahre nach dem Tod Agathe de Rambauds, nachdem unzählige Schriften über sie erschienen sind, wurde ihre Gruft eines der berühmtesten Grabmale des Friedhofs Saint-Véran, und ein Steinmetz wurde mit dessen Unterhaltung beauftragt.

## Verfilmungen
- 1957: L’affaire Naundorf, Énigmes de l’histoire, Alain Decaux und André Castelot. Berthe Bovy, Honorarmitglied der Comédie-Française, interpretierte die Hauptrolle, jene von Agathe de Rambaud.